# Eliseevknattane
Eliseevknattane är en kulle i Antarktis. Den ligger i Östantarktis. Norge gör anspråk på området. Toppen på Eliseevknattane är 2 403 meter över havet, eller 37 meter över den omgivande terrängen. Bredden vid basen är 1,6 km.
Terrängen runt Eliseevknattane är platt söderut, men norrut är den kuperad. Trakten är obefolkad. Det finns inga samhällen i närheten. 